# قتل پالی کلاس
 پالی هانا کلاس (انگلیسی: Polly Hannah Klaas; ۳ ژانویهٔ ۱۹۸۱ – ۱ اکتبر ۱۹۹۳) یک دانش‌آموز آمریکایی قربانی قتل بود که پروندۀ او توجه رسانه‌های ملی را به خود جلب کرد.